# Diffa (vùng)
Diffa là một trong những vùng của Niger. Vùng này có diện tích là 156.906 km2.

## Nhân khẩu
Các nhóm dân tộc chính trong vùng là Fula, Hausa, Kanuri, Dazaga, Toubou, Tuareg và Ả Rập.